# Pholiota flammans
A Pholiota flammans é um cogumelo agárico do gênero Pholiota. Seu basidioma é amarelo-dourado, enquanto o píleo e o estipe são cobertos por escamas afiadas. Como se trata de um fungo saprófito, os basidiomas geralmente aparecem nos tocos de árvores coníferas mortas. A P. flammans é distribuída pela Europa, América do Norte e Ásia em florestas boreais e temperadas. Sua comestibilidade não foi esclarecida.

## Taxonomia
Essa espécie foi reconhecida pela primeira vez em 1783 pelo alemão August Batsch como Agaricus flammans e mais tarde sancionada pelo micologista sueco Elias Magnus Fries em seu Systema Mycologicum. Em 1871, com o reconhecimento de Pholiota como um gênero independente com a espécie-tipo Pholiota squarrosa, outro alemão, Paul Kummer, renomeou o fungo como Pholiota flammans. Lucien Quélet, um micologista francês, propôs outro sinônimo, Dryophila flammans, em 1886. O micologista americano William Alphonso Murrill chamou a espécie de Hypodendrum flammans em seu estudo de 1912 sobre os cogumelos da costa do Pacífico, embora não tenha explicado sua justificativa para transferir a espécie para Hypodendrum.
Na organização de Rolf Singer, a espécie é colocada no subgênero Pholiota, seção Adiposae, estirpe Subflammans - um agrupamento de espécies intimamente relacionadas que também inclui P. subflammans e P. digilioi. As espécies de estirpes Subflammans são caracterizadas por terem tufos ou escamas eretas conspícuos na superfície do píleo, que são facilmente removidos pela chuva e pelo tempo, em vez da natureza gelatinosa da cutícula subjacente do píleo.
O epíteto específico flammans é um adjetivo do latim que significa flamejante. É comumente conhecida como pholiota amarela, pholiota flamejante, ou píleo escamoso flamejante.

## Descrição

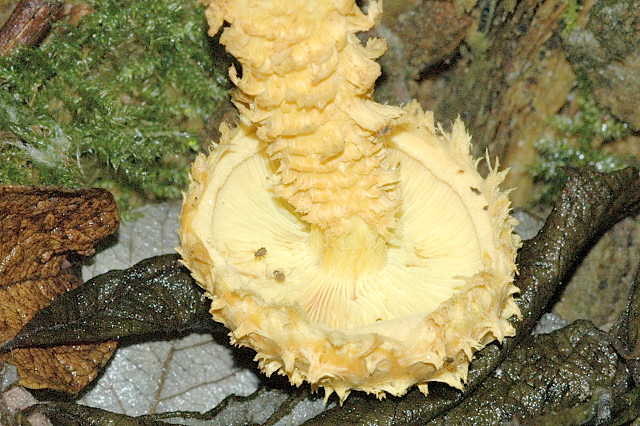
Abaixo do nível do anel, o estipe é coberto por escamas dispostas de forma concêntrica.

A Pholiota flammans geralmente tem uma aparência impressionante. O píleo é inicialmente redondo, depois convexo e, por fim, achatado com a maturidade. Sua superfície é de amarelo brilhante a laranja e coberta por escamas triangulares dispostas em anéis concêntricos.
A superfície do píleo é seca, fosca e semelhante a feltro e, em condições úmidas, pode perder escamas. A margem do píleo permanece ligeiramente curvada para dentro. As lamelas amarelas são amontoadas, presas ao estipe e têm um entalhe onde a lamela se prende ao estipe. Um véu parcial amarelo brilhante que se estende da borda do píleo está presente em espécies imaturas. À medida que o píleo se expande e se achata com a idade, o véu parcial se rasga, deixando um anel fraco ao redor do estipe. O estipe cilíndrico, reto ou curvo, é coberto por escamas amarelas abaixo do anel. A base do estipe, normalmente de cor mais alaranjada do que a parte superior, está firmemente presa à madeira morta da qual o fungo se origina. A seção do estipe acima do anel apresenta pouca ou nenhuma protuberância. A carne é firme, cheia, amarela e não muda de cor quando machucada ou ferida.
As dimensões do basidioma são as seguintes: diâmetro do píleo de até 8 cm, estipe de até 12 cm de altura e entre 0,4 a 1 cm de espessura. À medida que o basidioma amadurece, as lamelas escurecem para marrom canela após a liberação dos esporos. A esporada é de cor marrom a ferrugem.

### Características microscópicas
Em um microscópio de luz, os esporos são lisos, de formato elíptico a oblongo, com dimensões de 3 a 5 por 2 a 3 μm. Os basídios (as células portadoras de esporos) têm quatro esporos e um formato estreito de taco com dimensões de 18 a 22 por 3,5 a 4,5 μm. Os cistídios lamelares apresentam coloração azul quando o corante azul de anilina e o lactato são aplicados. A pileipellis é feita de uma camada de aproximadamente 100 μm de espessura de hifas gelatinosas com cerca de 2 a 4 μm de espessura. As hifas gelatinosas estão presentes apenas na superfície do píleo, não na superfície do estipe; essas diferenças locais na estrutura celular explicam a facilidade com que as escamas são removidas do píleo, mas não dos estipes dos basidiomas. As características macroscópicas e microscópicas dos micélios dessa espécie cultivados em cultura foram descritas em detalhes.

### Espécies semelhantes

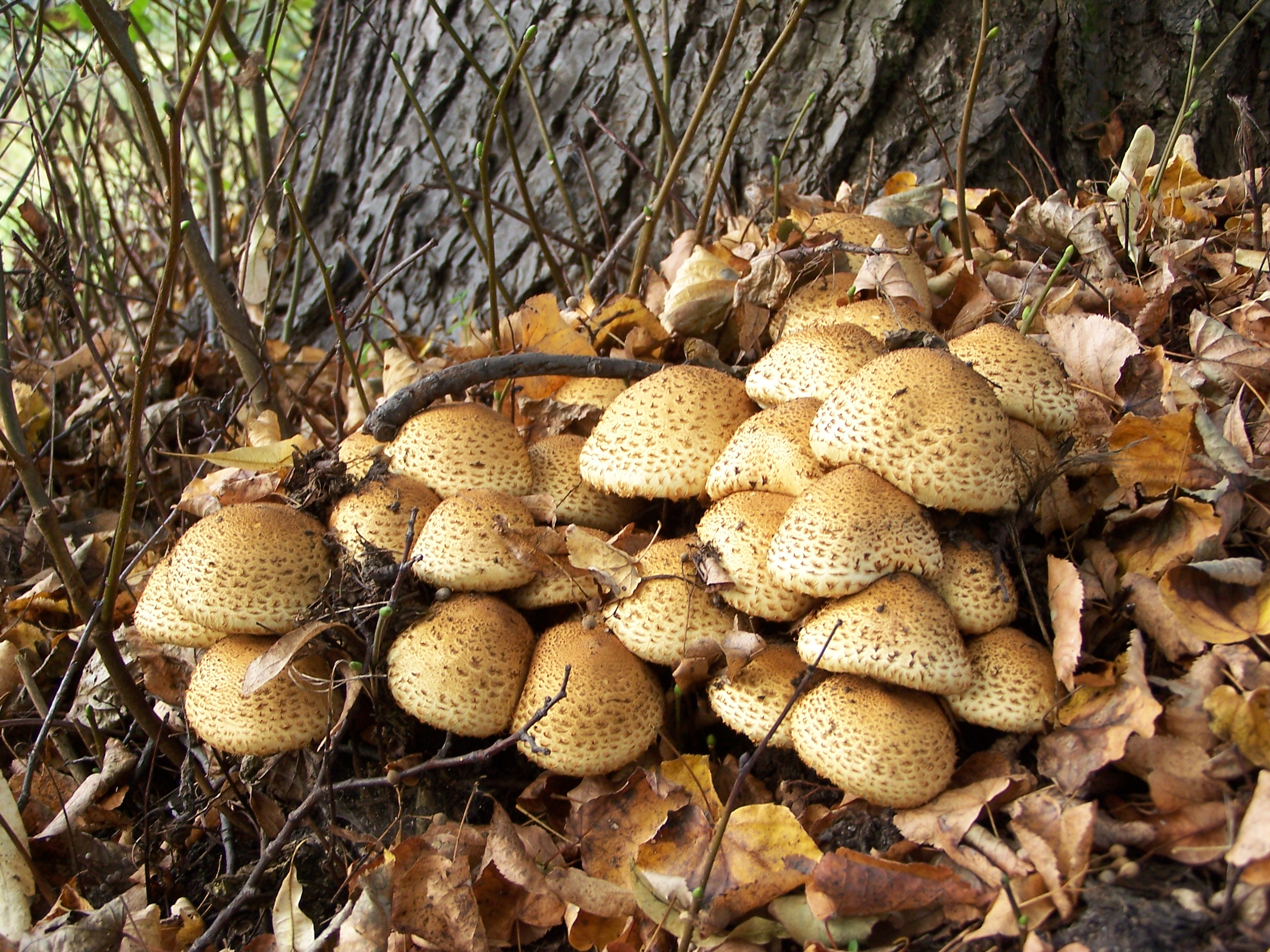
P. squarrosa é uma espécie semelhante.

Outros membros do gênero Pholiota podem ser confundidos com a Pholiota flammans, especialmente a Pholiota squarrosa, que geralmente forma grandes tufos na base de árvores decíduas e coníferas. A P. squarrosa tende a ter uma cor amarela menos intensa do que a P. flammans. A  P. adiposa também é semelhante, mas prefere crescer em madeiras de lei mortas; ao contrário da P. flammans, ela tem escamas gelatinosas no estipe e no píleo. A P. aurivella é maior e menos brilhante do que a P. flammans.
A espécie norte-americana descrita por Alexander H. Smith, P. kauffmaniana, está intimamente relacionada à P. flammans, mas difere por ter um píleo mais distintamente viscoso. Smith mais tarde revisou sua opinião sobre a existência de P. kauffmaniana como uma espécie única - ele acreditava que as variações ambientais na umidade eram a causa das diferenças na gelatinização da pileipellis observadas em Pholiotas coletadas em diferentes locais da América do Norte. P. kauffmaniana é agora considerada sinônimo de P. flammans.

## Comestibilidade
Os cogumelos da Pholiota flammans não têm cheiro característico e têm sabor suave a levemente amargo. Embora não seja venenoso, alguns autores consideram o cogumelo não comestível, enquanto outros o consideram comestível ou de comestibilidade desconhecida.

## Habitat e distribuição

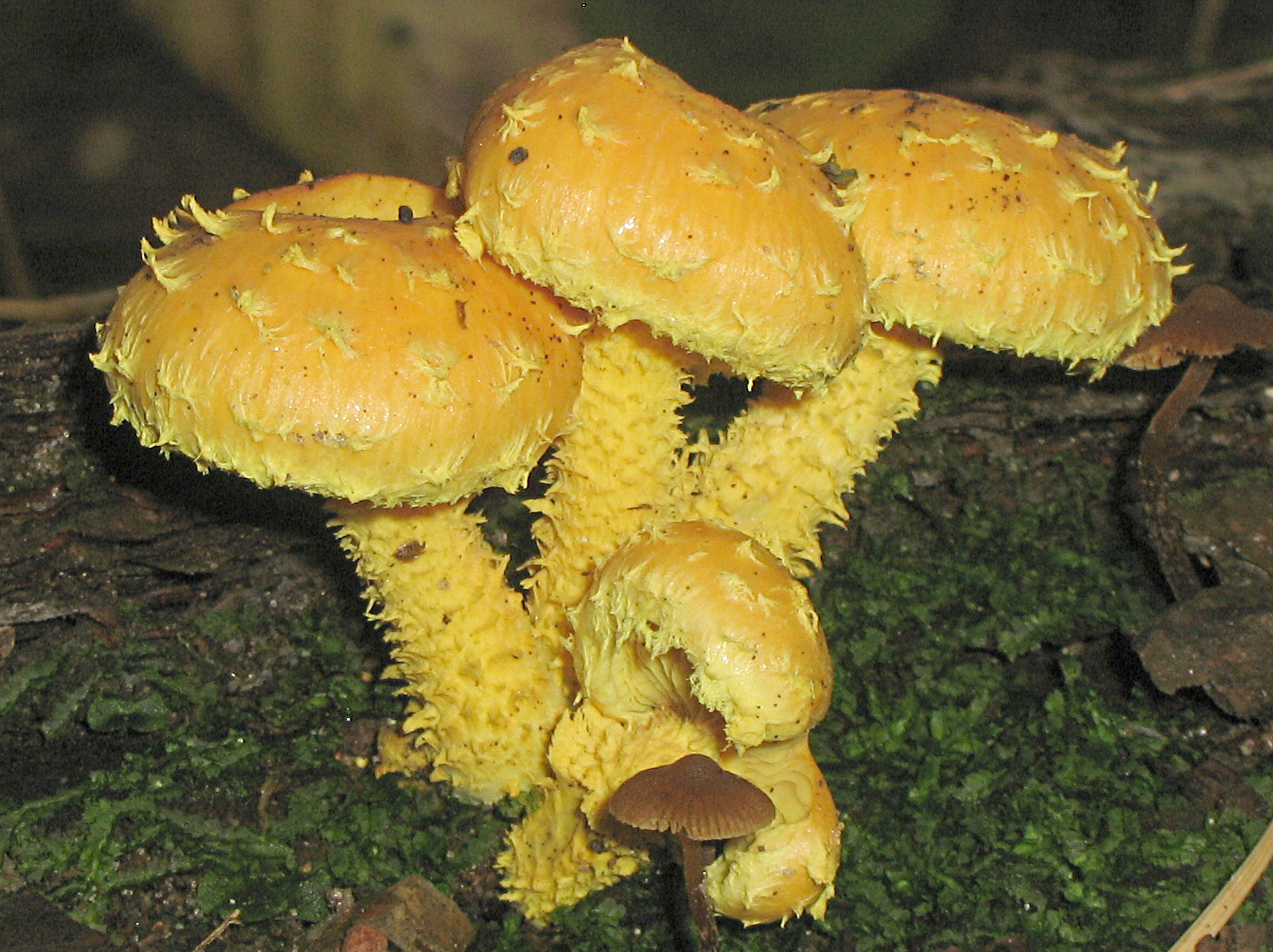
Pholiota flammans em um tronco.

Por ser saprófita, a P. flammans é encontrada exclusivamente em tocos e troncos mortos e em decomposição de árvores coníferas, com cogumelos aparecendo em tufos ou isoladamente, do verão ao outono. É um fungo com ampla distribuição geográfica em florestas boreais e temperadas, e pode ser considerado comum a raro, dependendo da região em que ocorre. Ele é encontrado em toda a Europa (das Ilhas Britânicas à Rússia) e na América do Norte (sul do Canadá e Estados Unidos). A espécie também foi coletada na Ásia, como na Índia e na China.

## Links externos
- Pholiota flammans em Index Fungorum
- Imagens em Mushroom Observer